# Trachycladus cervicornis
Trachycladus cervicornis är en svampdjursart som beskrevs av Burton 1959. Trachycladus cervicornis ingår i släktet Trachycladus och familjen Trachycladidae.
Artens utbredningsområde är havet utanför Jemen. Inga underarter finns listade i Catalogue of Life.